# Tennis-Bundesliga 2008
Die Tennis-Bundesliga 2008 wurde in insgesamt sechs Ligen ausgespielt, jeweils einer ersten und zweiten Bundesliga bei den Herren, den Damen und den Herren der Altersklasse 30.
Die Sieger der jeweiligen ersten Bundesliga gewannen die entsprechende deutsche Mannschaftsmeisterschaft im Tennis 2008. Die grundsätzlich jeweils zwei bestplatzierten Mannschaften der zweiten Bundesliga erspielten sich das Aufstiegsrecht in die erste Bundesliga.

## Organisation
Die Tennis-Bundesligen in Deutschland werden vom Deutschen Tennis Bund mit Sitz in Hamburg veranstaltet und organisiert. Grundlage für die Durchführung sind neben den Tennisregeln der ITF die Turnierordnung des DTB sowie das Bundesliga-Statut.

## Tennis-Bundesliga der Herren 2008

### 1. Tennis-Bundesliga der Herren
Der TK Kurhaus Aachen gewann zum ersten Mal den Titel des deutschen Mannschaftsmeisters der Herren vor dem Titelverteidiger TK Grün-Weiss Mannheim überlegen und ohne Punktverlust. Die Aachener verloren dabei kein Spiel bei nur zwei Unentschieden.
Der TV Reutlingen und der Solinger TC 1902 als die beiden Tabellenletzten stiegen in die zweite Bundesliga ab.
|     | Mannschaft                 | Begegnungen | Punkte | Matches | Sätze | Spiele  |
| --- | -------------------------- | ----------- | ------ | ------- | ----- | ------- |
| 01. | Kurhaus Lambertz Aachen    | 9           | 18:0   | 47:7    | 97:29 | 612:405 |
| 02. | TK Grün-Weiss Mannheim (M) | 9           | 12:6   | 30:24   | 67:61 | 541:519 |
| 03. | TC Blau-Weiss Halle        | 9           | 11:7   | 32:22   | 76:52 | 578:493 |
| 04. | Erfurter TC Rot-Weiß       | 9           | 11:7   | 29:25   | 67:64 | 530:541 |
| 05. | Rochusclub Düsseldorf      | 9           | 10:8   | 29:25   | 69:58 | 534:511 |
| 06. | ETuF Essen (A)             | 9           | 09:9   | 27:27   | 65:60 | 538:521 |
| 07. | TC Blau-Weiss ASICS Neuss  | 9           | 09:9   | 27:27   | 64:66 | 517:543 |
| 08. | HTC Blau-Weiß Krefeld      | 9           | 05:13  | 18:36   | 45:81 | 472:556 |
| 09. | TV Reutlingen              | 9           | 04:14  | 18:36   | 49:78 | 465:563 |
| 10. | Solinger TC 1902           | 9           | 01:17  | 13:41   | 40:90 | 452:587 |

### 2. Tennis-Bundesliga der Herren
Während der TV Espelkamp-Mittwald sich überlegen und ungeschlagen die Meisterschaft in der zweiten Bundesliga Nord und damit auch den Aufstieg in die erste Bundesliga sicherte, war die Entscheidung in der Südstaffel sehr knapp. Im Endergebnis setzte sich der TC Amberg am Schanzl mit nur einem mehr gewonnenen Match vor den punktgleichen Mannschaften des TC Großhesselohe und des Aufsteigers TC Ravensburg durch. Der TC Großhesselohe hatte dabei am letzten Spieltag spielfrei und musste daher ansehen, wie der TC Amberg am Schanzl mit einem 9:0-Sieg gegen den Tennis-Club 1. FC Nürnberg – davon zwei Siege erst im dritten Satz – doch noch den ersten Tabellenplatz eroberte. Bei einem hohen Sieg hätten auch die Nürnberger noch Meister werden können.

#### 2. Tennis-Bundesliga Nord
|    | Mannschaft                 | Begegnungen | Punkte | Matches | Sätze  | Spiele  |
| -- | -------------------------- | ----------- | ------ | ------- | ------ | ------- |
| 1. | TV Espelkamp-Mittwald      | 8           | 16:0   | 52:20   | 112:56 | 867:676 |
| 2. | Bremerhavener TV 1905      | 8           | 12:4   | 56:16   | 120:42 | 845:542 |
| 3. | TC Logopak Hartenholm (N)  | 8           | 12:4   | 51:21   | 110:58 | 880:666 |
| 4. | TC 1899 Blau-Weiss Berlin  | 8           | 8:8    | 33:39   | 79:86  | 714:764 |
| 5. | Oberhausener THC           | 8           | 8:8    | 33:39   | 72:87  | 686:726 |
| 6. | KTHC Stadion Rot-Weiss (N) | 8           | 8:8    | 31:41   | 68:86  | 619:721 |
| 7. | TV von 1926 Osterath       | 8           | 4:12   | 29:43   | 74:91  | 711:756 |
| 8. | TV Sparta 87 Nordhorn      | 8           | 4:12   | 20:52   | 47:111 | 586:809 |
| 9. | Der Club an der Alster     | 8           | 0:16   | 19:53   | 48:113 | 590:838 |

#### 2. Tennis-Bundesliga Süd
|    | Mannschaft             | Begegnungen   | Punkte        | Matches       | Sätze         | Spiele        |
| -- | ---------------------- | ------------- | ------------- | ------------- | ------------- | ------------- |
| 1. | TC Amberg am Schanzl   | 7             | 10:4          | 39:24         | 84:58         | 699:605       |
| 2. | TC Großhesselohe       | 7             | 10:4          | 38:25         | 83:63         | 700:659       |
| 3. | TC Ravensburg (N)      | 7             | 10:4          | 31:32         | 70:72         | 670:648       |
| 4. | 1. FC Nürnberg (A)     | 7             | 8:6           | 32:31         | 70:78         | 645:702       |
| 5. | TC Wolfsberg Pforzheim | 7             | 6:8           | 31:32         | 75:74         | 692:701       |
| 6. | TEC Waldau             | 7             | 6:8           | 30:33         | 73:76         | 700:671       |
| 7. | TC Grün-Rot Weiden     | 7             | 4:10          | 24:39         | 63:86         | 658:740       |
| 8. | TC Römerberg           | 7             | 2:12          | 27:36         | 69:80         | 672:710       |
| 9. | RC Herpersdorf         | zurückgezogen | zurückgezogen | zurückgezogen | zurückgezogen | zurückgezogen |

## Tennis-Bundesliga der Herren 30 2008

### 1. Tennis-Bundesliga der Herren 30
Deutscher Meister wurde der Erfurter TC Rot-Weiß, der am letzten Spieltag in einem „Endspiel“ den bis dato ungeschlagenen Gladbacher HTC mit einem 6:3-Sieg noch abfing und deutscher Mannschaftsmeister der Herren wurde. Ebenfalls punktgleich kam der DTV Hannover als Drittplatzierter ins Ziel, nachdem er als einzige Mannschaft in der Saison gegen die Erfurter gewinnen konnte.
Die Mannschaften des KTHC Mühlheim und der TSG Backnang stiegen in die zweite Bundesliga ab.
|     | Mannschaft                 | Begegnungen | Punkte | Matches | Sätze | Spiele  |
| --- | -------------------------- | ----------- | ------ | ------- | ----- | ------- |
| 01. | Erfurter TC Rot-Weiß       | 6           | 10:2   | 41:13   | 84:36 | 586:420 |
| 02. | Gladbacher HTC             | 6           | 10:2   | 39:15   | 81:36 | 582:405 |
| 03. | DTV Hannover               | 6           | 10:2   | 31:23   | 69:54 | 572:511 |
| 04. | STG Geroksruhe Stuttgart   | 6           | 6:6    | 22:32   | 50:71 | 469:578 |
| 05. | KTHC Stadion Rot-Weiß Köln | 6           | 4:8    | 19:35   | 44:74 | 485:581 |
| 06. | KHTC Mülheim               | 6           | 2:10   | 20:34   | 50:70 | 494:578 |
| 07. | TSG Backnang 1925          | 6           | 0:12   | 17:37   | 43:80 | 463:578 |

### 2. Tennis-Bundesliga der Herren 30
Der TV Schwafheim 1900 im Norden und der BASF TC Ludwigshafen im Süden gewannen die Nord- bzw. Südstaffel der zweiten Bundesliga und erspielten sich damit das Aufstiegsrecht in die erste Bundesliga.

#### 2. Tennis-Bundesliga Nord
|     | Mannschaft                       | Begegnungen | Punkte | Matches | Sätze | Spiele  |
| --- | -------------------------------- | ----------- | ------ | ------- | ----- | ------- |
| 01. | TV Schwafheim 1900               | 6           | 10:2   | 38:16   | 80:41 | 585:410 |
| 02. | TG Westfalia Dortmund            | 6           | 10:2   | 36:18   | 76:43 | 553:418 |
| 03. | TC Parkhaus Wanne-Eickel         | 6           | 6:6    | 28:26   | 65:61 | 553:526 |
| 04. | TC Raadt                         | 6           | 6:6    | 19:35   | 43:80 | 396:608 |
| 05. | Marienburger SC Köln             | 6           | 4:8    | 27:27   | 63:60 | 533:476 |
| 06. | HTC Blau-Weiß Krefeld            | 6           | 4:8    | 21:33   | 55:74 | 545:618 |
| 07. | TG Alsterquelle Henstedt-Ulzburg | 6           | 0:12   | 20:34   | 50:73 | 489:598 |

#### 2. Tennis-Bundesliga Süd
|     | Mannschaft                     | Begegnungen | Punkte | Matches | Sätze | Spiele  |
| --- | ------------------------------ | ----------- | ------ | ------- | ----- | ------- |
| 01. | BASF TC Blau-Weiß Ludwigshafen | 6           | 12:0   | 36:18   | 80:44 | 590:471 |
| 02. | TC Rotenbühl Saarbrücken       | 6           | 8:4    | 42:12   | 88:27 | 571:342 |
| 03. | Karlsruher ETV                 | 6           | 6:6    | 27:27   | 63:62 | 579:536 |
| 04. | TB Erlangen                    | 6           | 6:6    | 25:29   | 57:66 | 508:550 |
| 05. | Club am Marienberg Nürnberg    | 6           | 6:6    | 22:32   | 51:72 | 469:582 |
| 06. | TC Bamberg                     | 6           | 2:10   | 21:33   | 48:75 | 466:561 |
| 07. | TC Dachau 1950                 | 6           | 2:10   | 16:38   | 42:83 | 473:614 |

## Tennis-Bundesliga der Damen 2008

### 1. Tennis-Bundesliga der Damen
Der TC Benrath gewann nach vier Jahren ohne Meisterschaft seine insgesamt fünfte deutsche Mannschaftsmeisterschaften der Damen am letzten Spieltag durch einen 5:4-Auswärtssieg bei den bis dato führenden Karlsruherinnen des TC Rüppurr.
Der TC Augsburg und der THC im VfL Bochum 1848 stiegen in die zweite Bundesliga ab – Augsburg in die Südstaffel, Bochum in die Nordstaffel.
|     | Mannschaft                | Begegnungen | Punkte | Matches | Sätze | Spiele  |
| --- | ------------------------- | ----------- | ------ | ------- | ----- | ------- |
| 01. | TC Zamek Benrath          | 6           | 10:2   | 32:22   | 73:49 | 590:471 |
| 02. | TC Rüppurr Karlsruhe 1929 | 6           | 8:4    | 31:23   | 66:54 | 504:484 |
| 03. | TC ZWS Moers 08           | 6           | 8:4    | 28:26   | 59:57 | 498:516 |
| 04. | TEC Waldau                | 6           | 6:6    | 31:23   | 66:55 | 546:501 |
| 05. | TC WattExtra Bocholt      | 6           | 4:8    | 26:28   | 59:62 | 515:550 |
| 06. | TC Augsburg Siebentisch   | 6           | 4:8    | 23:31   | 54:70 | 518:580 |
| 07. | THC im VfL Bochum 1848    | 6           | 2:10   | 18:36   | 44:74 | 467:536 |

### 2. Tennis-Bundesliga der Damen
Jeweils ungeschlagen gewannen der TC 1899 Blau-Weiss Berlin in der Nordstaffel und der TC Radolfzell in der Südstaffel die zweite Bundesliga der Damen und sicherten sich somit jeweils den Aufstieg in die erste Bundesliga.
Insgesamt vier Mannschaften stiegen in die jeweilige Regionalliga ab: der Marienburger SC und der TC RC Sport Leipzig im Norden sowie der TC Schießgraben Augsburg und der TC Lorsch im Süden.

#### 2. Tennis-Bundesliga Nord
|     | Mannschaft                | Begegnungen | Punkte | Matches | Sätze  | Spiele  |
| --- | ------------------------- | ----------- | ------ | ------- | ------ | ------- |
| 01. | TC 1899 Blau-Weiss Berlin | 6           | 12:0   | 49:5    | 100:11 | 632:221 |
| 02. | TC Rot-Weiß Wahlstedt     | 6           | 10:2   | 37:17   | 80:35  | 589:405 |
| 03. | LTTC Rot-Weiß Berlin      | 6           | 6:6    | 29:25   | 59:58  | 486:483 |
| 04. | Lintorfer TC 1972         | 6           | 4:8    | 23:31   | 50:67  | 475:525 |
| 05. | Ratinger TC Grün-Weiß     | 6           | 4:8    | 20:34   | 48:71  | 468:560 |
| 06. | Marienburger SC Köln      | 6           | 4:8    | 15:39   | 32:81  | 397:598 |
| 07. | TC RC Sport Leipzig       | 6           | 2:10   | 16:38   | 35:81  | 340:595 |

#### 2. Tennis-Bundesliga Süd
|     | Mannschaft                       | Begegnungen | Punkte | Matches | Sätze  | Spiele  |
| --- | -------------------------------- | ----------- | ------ | ------- | ------ | ------- |
| 01. | TC Radolfzell                    | 6           | 12:0   | 50:4    | 100:13 | 644:255 |
| 02. | BASF TC Blau-Weiß Ludwigshafen   | 6           | 10:2   | 35:19   | 74:43  | 564:413 |
| 03. | TC Großhesselohe                 | 6           | 8:4    | 32:22   | 69:56  | 547:482 |
| 04. | Ski-Club Ettlingen               | 6           | 4:8    | 23:31   | 55:66  | 499:531 |
| 05. | TC Blau-Weiß Vaihingen-Rohr      | 6           | 4:8    | 20:34   | 47:74  | 452:563 |
| 06. | Sport Förg Schießgraben Augsburg | 6           | 2:10   | 19:35   | 50:76  | 476:592 |
| 07. | TC Watt Lorsch                   | 6           | 2:10   | 10:44   | 24:91  | 278:624 |